# Flughafen al-Dschubail

i7
i11
i13
Der Flughafen al-Dschubail (arabisch مطار الجبيل, DMG Maṭār al-Ǧubail; ICAO-Code: OEJB) liegt etwa 25 Kilometer westlich der Stadt al-Dschubail in der Provinz asch-Scharqiyya im Osten Saudi-Arabiens.
Der Flughafen liegt auf einer Höhe von 8 m und wird nicht von Linienflugzeugen bedient. Seine Start- und Landebahn verläuft fast genau nord-südlich und ist 4000 m lang.
Er wurde ursprünglich als Zivil-Flughafen geplant und gebaut, jedoch auf Grund der Nähe zum Flughafen Dammam nicht in Betrieb genommen. Stattdessen wurde er von der saudi-arabischen Marine genutzt. Im Jahr 2017 wurde bekannt, dass der Flughafen wieder aufgebaut und 2020 wieder in Betrieb genommen werden sollte, was jedoch bis dahin nicht geschah.